# Zaragoza, Antioquia
Zaragoza este un municipiu din departamentul Antioquia, Columbia.